# سابينيا ديبلويديا
سابينيا ديبلويديا (بالإنجليزية: Sappinia diploidea)‏ هي أحد أنواع الأميبيات حُرة المعيشة.
يُمكن العثور على السابينيا في جميع أنحاء العالم، وغالباً ما تتواجد في براز الإلكة والجاموس وأيضاً في الأماكن المَعروف تناول حيوانات المزرعة للطعام فيها، كما تتواجد في التربة المحتوية على نباتات مُتعفنة وفي مصادر المياه العَذبة.

## الأهمية الطبية
تستطيع سابينيا ديبلويديا إحداث عدوى مرضية في الإنسان، وتعتبر من الأسباب المُهمة لحدوث التهاب السحايا والدماغ الأميبي الأولي.

## أعراض الإصابة
عند الإصابة بعدوى السابينيا ديبلويديا فإنه تظهر عدد من الأعراض، وَمِنها حدوث صُداع في الرأس وحساسية للضوء وغثيان أو اضطراب في المعدة، مع حدوث تقيؤ ورؤية ضبابية بالإضافة إلى فقدان الوعي، وقد أظهر المَسح الدماغي لِدماغ شَخص مُصاب بالعدوى وجود كتلة شبيهة بالورم في الجزء الأيسر الخلفي من الدماغ ويبلغ طولها حوالي 2 سم.

## العلاج
يتضمن علاج العدوى إجراء عملية جراحية لإزالة الكتلة الموجودة في الدماغ، ثُم يُعطي المريض مجموعة من الأدوية لاستعمالها بعد الجراحة، وفي الأغلب أنَّ هذا العلاج يؤدي إلى التعافي بشكل كامل.